# Razeil
Een razeil is een vierkantig of rechthoekig zeil dat bevestigd is aan een horizontale dwars geplaatste ra, die aan de scheepsmast hangt, dwars op de vaarrichting. In de loop van de eeuwen werden de zeilschepen met meerdere onderstaande ra's getuigd. In de 19e en 20e eeuw en tot op heden, zijn de zeilschepen, meestal nu opleidingsschepen of schoolschepen, uitgerust met meerdere boven elkaar staande ra's. 

## Geschiedenis

### De oudheid
Razeilen werden al in de oudheid gebruikt. De Egyptenaren rustten hun schepen uit met twee gebogen ra's, een boven- en onderra waartussen het zeil hing of eerder opgespannen aan de uiteinden. Deze ra's werden op de uiteinden door touwen ingekort zodat ze kromme boven- en onderra's hadden. Later gebruikten de Feniciërs, Grieken, Carthagers en iets later de Romeinen één ra aan hun mast met een relatief kort horizontaal gelegen rechthoekig zeil. Hun galeien werden bijna altijd geroeid door slaven en veroordeelden en het razeil diende eigenlijk eerder als hulpmiddel. Om te manoeuvreren, overstag te gaan en te rammen, deden ze beroep op de snelheid van de roeiers en niet op het zeil. Alleen hun handelsschepen gebruikten veelvuldig het getuigde razeil met een grotere zeil.

### Moren en Vikingen

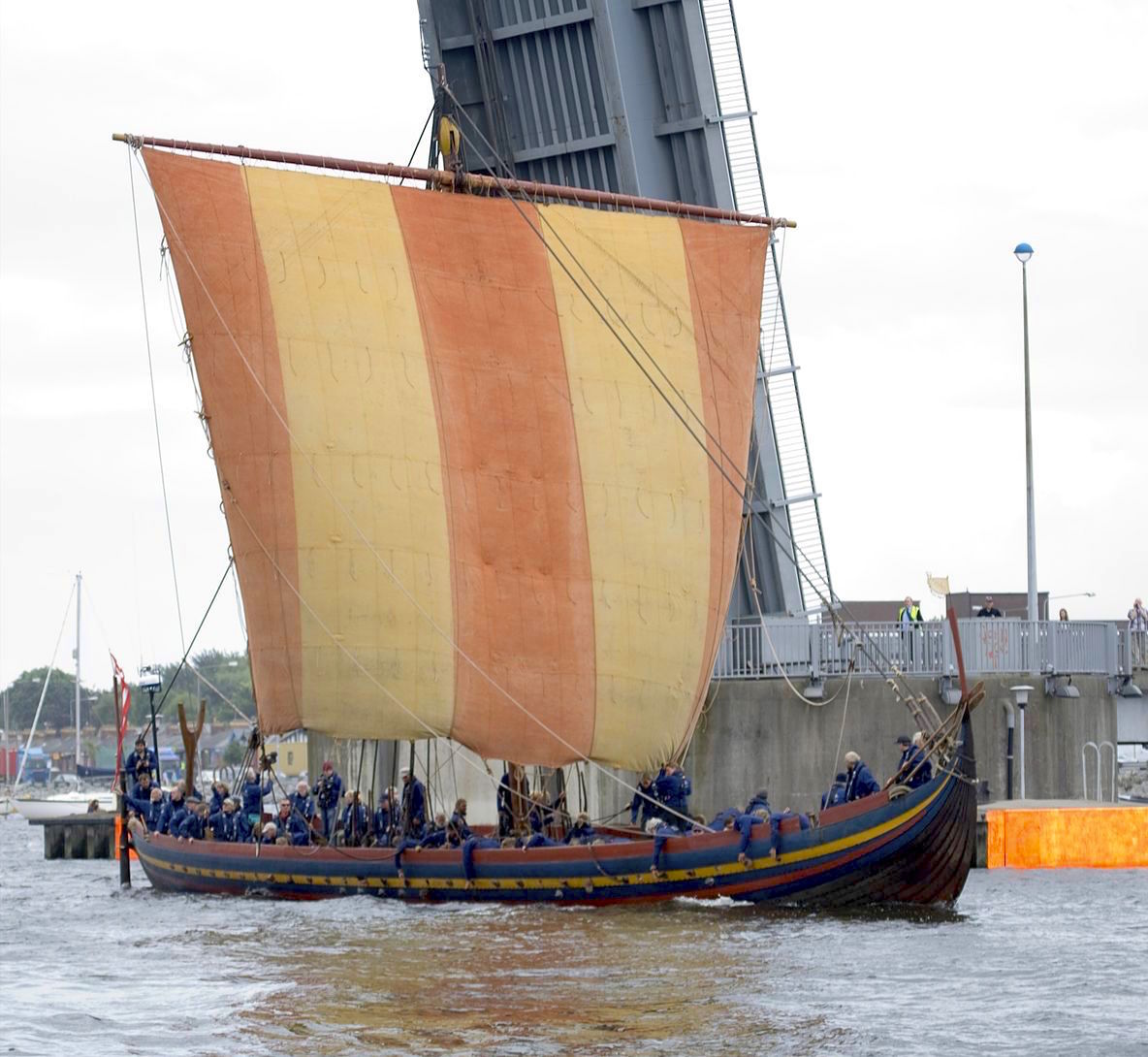

Daarna in de vroege middeleeuwen gebruikten de handelsschepen nog het gewone Romeinse zeil, maar de Moren schuimden met hun schuinliggende  getuigde ra's en hun Latijnse zeilen de Middellandse Zee af. Op het einde van de 8e eeuw en vooral in de 9e eeuw tot de loop van de 10e en 11e eeuw, doemden de Vikingen met hun drakars op op het zeetoneel.
Hun schepen met hun platte kielen schuimden de zeeën en rivieren af, dankzij hun dwarse razeil in de mast. Ook dankzij hun zeiltuigage liepen deze drakars 10 tot 11 knopen met volle wind. Vikingkoningen hielden ervan dat hun versierde razeilen overbaks hingen zodat hun emblemen beter uitkwamen tijdens hun doortocht. De dwarsliggende razeilen konden ook zodanig langsboords en lager gebrast worden, zodat ze de Noormannen bescherming boden tegen een pijlenregen, werpsperen en bijlen. Dit was gebleken tijdens de zeeslag bij Svolder. 

### De middeleeuwen
In de middeleeuwen werden de schepen groter en kregen ze meer masten, maar nog altijd met één ra en/of een Latijns zeil. Dit waren de eeuwen van de koggen, kraken, karvelen en andere middeleeuwse scheepstypen. De kraakschepen hadden al twee masten met twee bovenliggende dwarsra's. Christoffel Columbus voer op zo'n kraak naar Amerika.
Voordien lieten de Vikingen en de vroegmiddeleeuwse schepen hun ra's langs de mastpaal neerwaarts glijden. Voor de bemanning nu, die deze zware zeilen in de wind moest inhalen, was dit een gevaarlijk en vermoeiend karwei. Ze stonden op een dwarstouw aan de ra en met hun buik of borst over de ra's, en moesten zo in balans het zeil binnentrekken met man en macht, in weer en wind.

### De renaissance
In de renaissancetijd werden de zeilschepen nog groter, meer masten en meer bovenliggende razeilen. Er kwamen ook meer bemanningsleden aan boord om al deze taken van het werken met zeilen en ra's het hoofd te kunnen bieden. Anderzijds ook voor de kaapvaart en de oorlog op zee had men veel mannen nodig. Fluitschepen, galjoenen en andere type zeilschepen uit die tijd waren nu alle voorzien van twee en drie masten met drie bovenliggende razeilen. Later in de 17e, 18e en 19e eeuw waren in die tijd de schepen nog altijd zo uitgerust met soms nog een toprazeil, een vierde dwarsra op hun drie masten, zoals bij de fregatten en linieschepen (driedekkers). De bovenzeilen waren in evenredigheid kleiner in oppervlakte, gemakkelijker om in te halen, maar de onderzeilen waren nog altijd groot en zwaar om te bedienen. Of men nu op de bovenste dwarsra's stond of de onderste razeilen moest bedienen, het bleef een zwaar en gevaarlijk karwei. 

### 19e en 20e eeuw

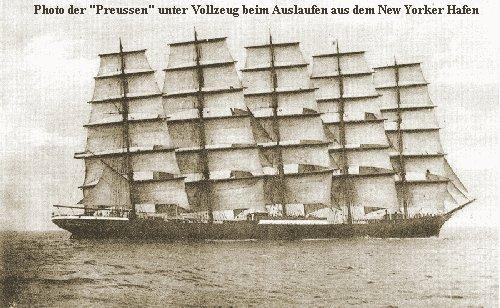

Op het einde van de 19e eeuw en begin 20e eeuw bevoeren de klipperzeilschepen de zeeën, die uitgerust waren met vier tot vijf grote masten waarvan elke mast nog eens vijf à zes ondereenstaande dwarse razeilen hadden.
Deze zeilen waren wel kleiner (en dus lichter) en waren daardoor gemakkelijker om in te halen. Maar het karwei was nog even zwaar daar de bemanning zes razeilen moest inhalen per mast, in tegenstelling tot oudere schepen waarbij ze drie zwaardere razeilen moesten inhalen. 
De klipper Preußen uit 1902 b.v. mat 8000 ton en was 132 meter lang, had vijf evenwijdige grote masten met elk zes evenwijdige lange dwarse ra's en een lange boegspriet. Met dit zeiloppervlak voer de klipper met 17 knopen (31,50 km/h). De veelkoppige bemanning moesten wel 30 razeilen bedienen plus de vijf fokzeilen en het langsscheepse bezaanzeil.
Met de komst van de stoomschepen en ijzeren schepen, verdwenen de razeilen meer en meer, daar ze geen functie meer hadden. Op het einde van de 19e eeuw hadden de pantserschepen nog razeilen in de masten maar door het gevaar van brandende gensters uit de schoorstenen, werd er niet meer of minder gezeild. Heden ten dage is de verkleinde vorm van een vaste dwarsra aan de masten nog gebleven ten bate van de communicatie met vlaggen.

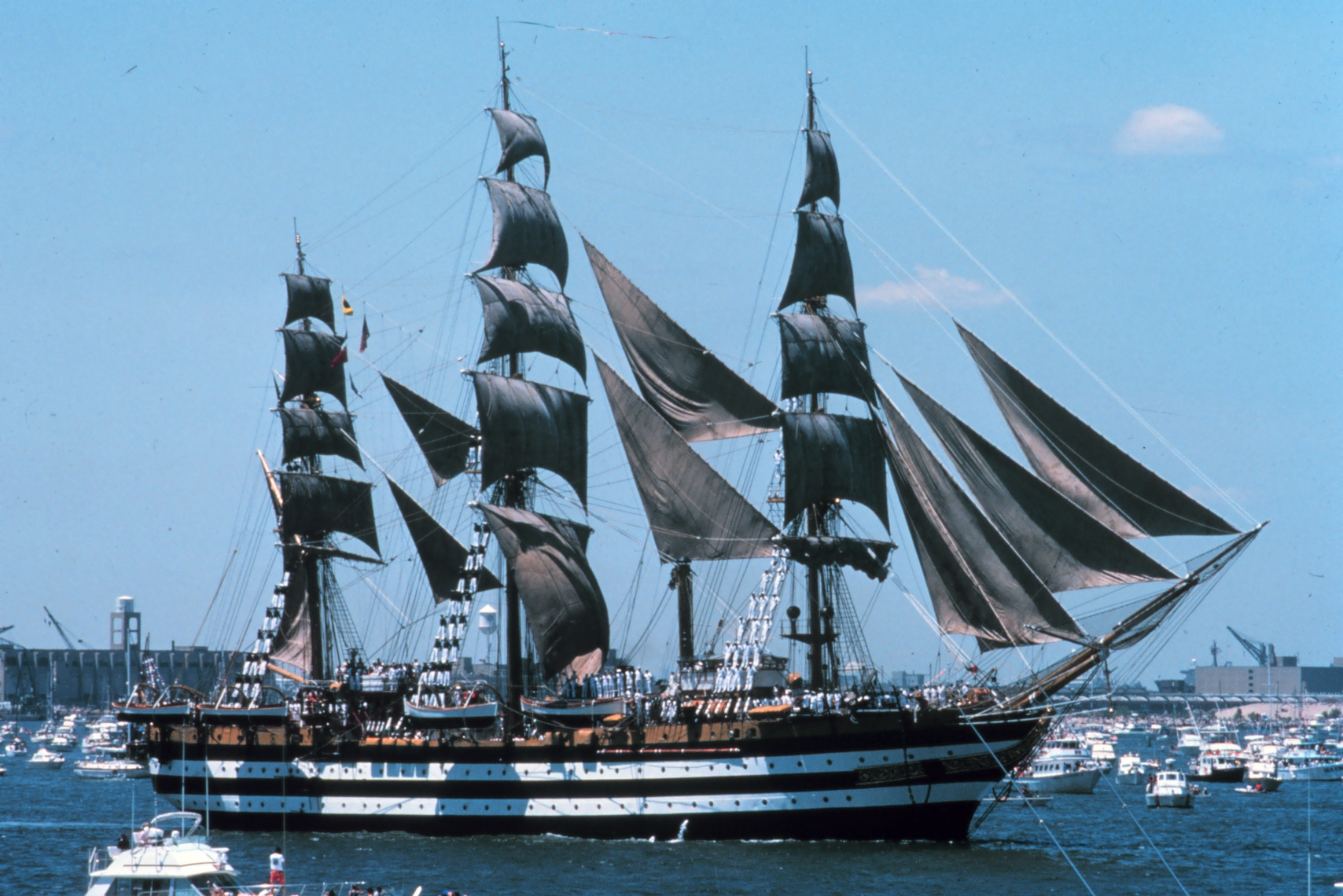

Alleen de moderne opleidingsschepen zoals o.a. de Amerigo Vespucci hebben nog hun veelvuldige razeilen in top.